# 기아 스토닉
기아 스토닉(Kia Stonic)은 기아의 전륜구동 소형 스포츠 유틸리티 자동차이다. 차명인 스토닉은 '재빠른'을 의미하는 'speedy'와 '으뜸음'을 뜻하는 'tonic'의 합성어로, 날렵한 이미지의 소형 SUV 리더를 의미한다.
4세대 리오의 전륜구동 플랫폼을 이용하며, 현대 베뉴와도 공용한다. 단, 엔진과 자동변속기는 베뉴와 조금 다르다.
내수 실적 부진으로 2020년 9월 27일에 대한민국 내수 판매가 중지됐다. 내수 판매를 중지한 후에는 i30와 같이 페이스리프트를 단행한 후, 프라이드(리오)와 더불어 소하동 공장에서 전량 해외 수출용으로 생산하고 있다.

## 1세대(YB CUV)

### 스토닉(2017년7월~ 현재)

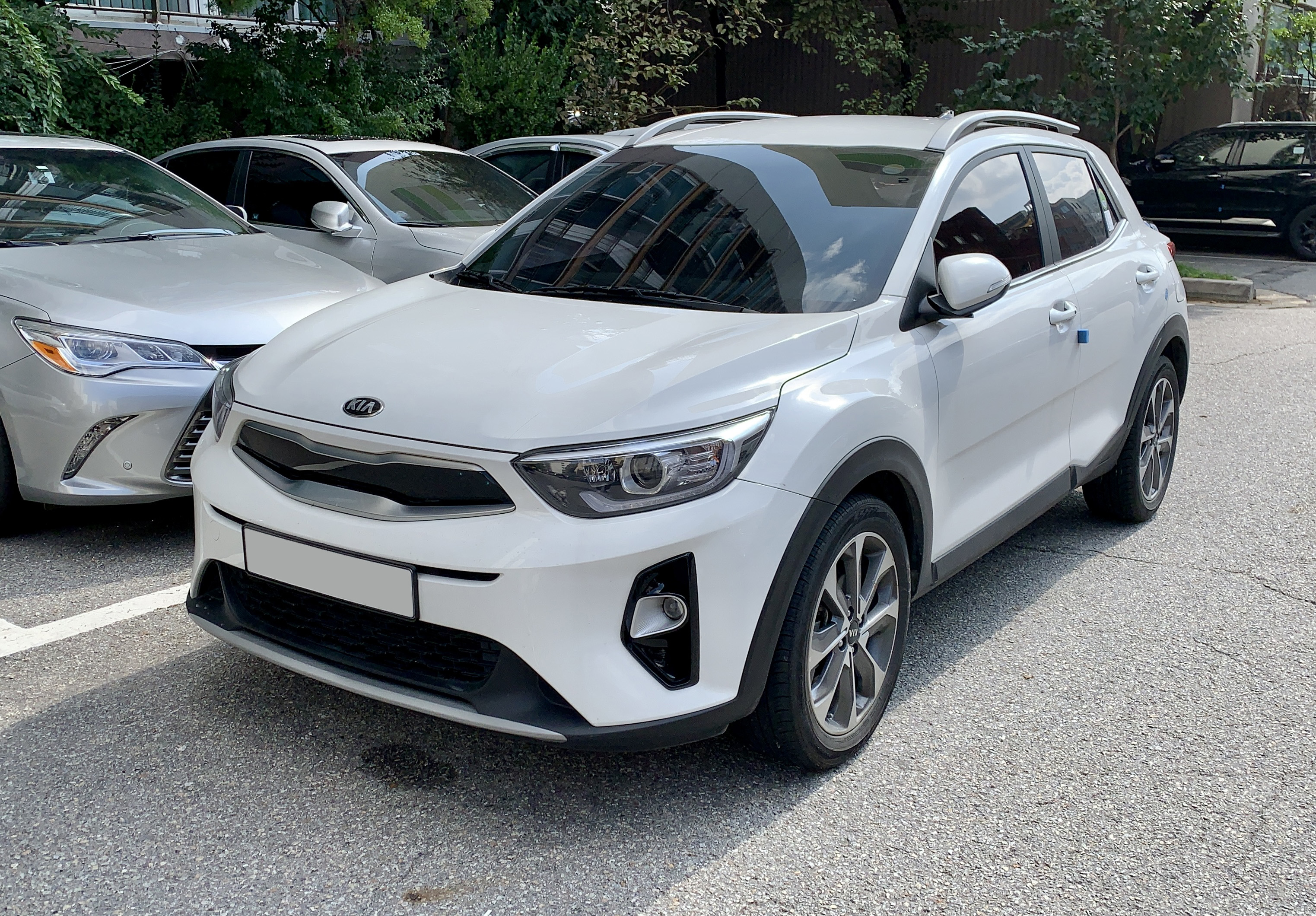
기아 스토닉 전측면

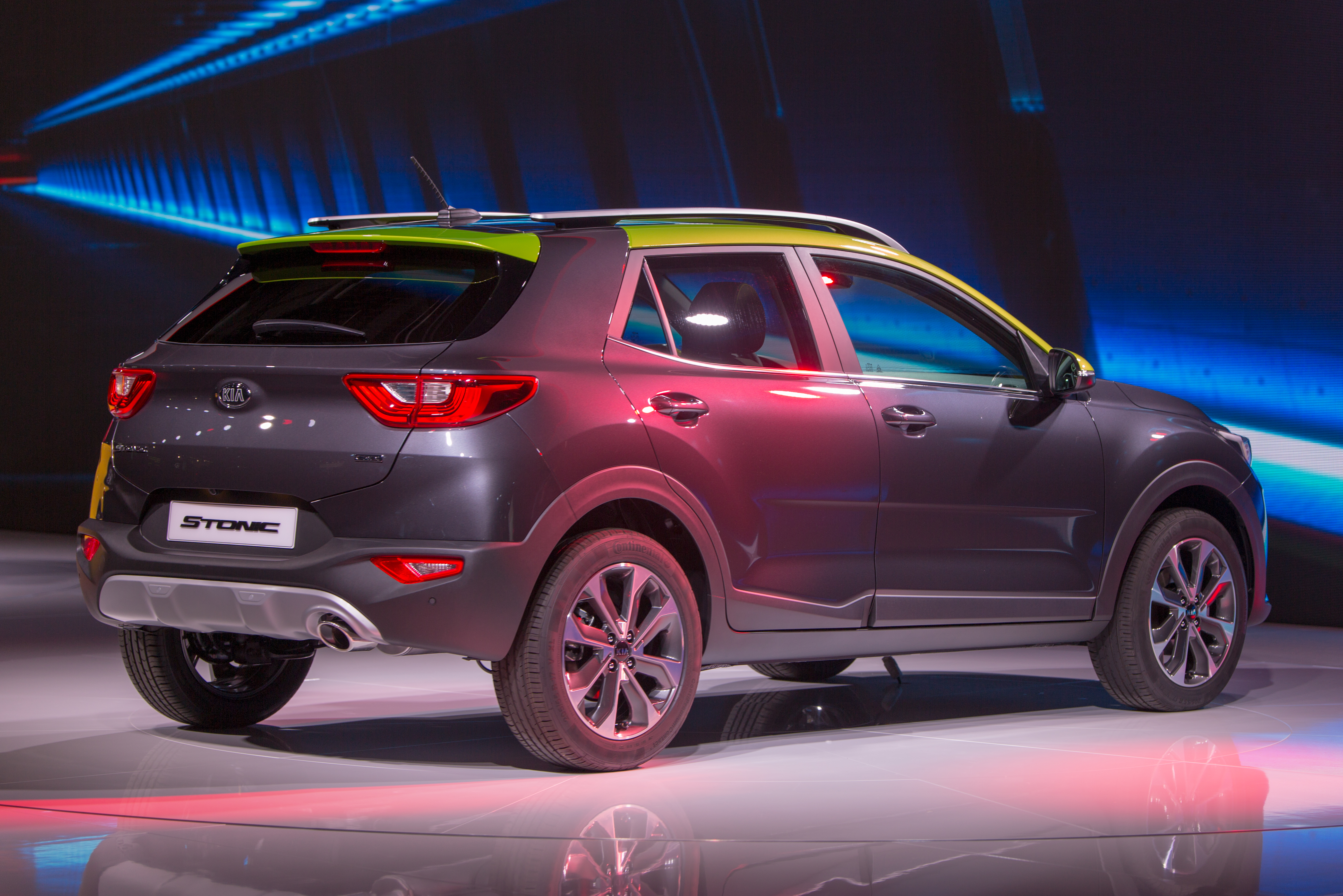
기아 스토닉 후측면

2017년 7월 13일에 출시되었다. 4세대 리오(YB)의 전륜구동 플랫폼을 바탕으로 만든 준소형 SUV이며, 프로젝트명도 여기에서 파생되었다. 당초에는 4세대 프라이드(리오)를 출시하려고 했으나, 당시 SUV 붐이 일고 있었고 대한민국 내수에서 소형 세단/해치백 시장의 규모가 축소되고 있어서 4세대 프라이드 대신 같은 기반의 크로스오버 해치백인 스토닉을 출시했다.
전륜구동 플랫폼이 엑센트 및 프라이드용인지라, 형제차인 베뉴와 더불어 4륜구동을 장착할 수 없다. SUV를 표방했지만, 이 때문에 지상고가 살짝 높은 크로스오버 해치백에 더 가까운 형태다.

기아 스토닉 로고

2003년 6월까지 생산된 레토나 이후 14년만에 다시 선보이는 기아자동차의 소형 SUV이며, 연비와 실용 토크 위주로 세팅된 110마력 1.6ℓ U Ⅱ e-VGT 커먼레일 디젤 엔진에 7단 DCT가 조합됐다. 익스테리어는 실용성이 돋보이는 민첩함, 안정감이 느껴지는 단단함, 소형 SUV를 대표하는 독특함이라는 핵심 속성을 바탕으로 완성되었다. 인테리어는 수평형의 레이아웃을 기반으로, 넓은 공간감을 구현하면서 입체적이면서도 스포티한 느낌을 구현하였다. 차체의 고장력 강판 비율을 74.9%, 초고장력 강판 비율은 51%까지 높여 안전성과 차체의 비틀림 강성 확보에 주력하였다. 앞좌석 어드밴스드 에어백과 전복 감지 커튼 에어백을 비롯하여 급제동 경보 시스템, 토크 벡터링 시스템이 포함된 차체 자세 제어 시스템 플러스, 직진 제동 쏠림 방지 시스템 등 안전 사양이 적용되었다. 같은 해 11월 30일에는 100마력 1.4ℓ 카파 MPI 가솔린 엔진(G4LC)과 투톤 루프 컬러가 추가되었다. 100마력 1.4리터 카파 가솔린 사양에는 CVT가 달린 엑센트와 달리, 6단 자동변속기가 적용됐다.
2018년 8월에 출시된 2019년형은 직렬 3기통 120마력 카파 1.0리터 가솔린 직접분사 싱글터보 엔진(G3LC)과 차로 이탈방지 보조 장치가 추가되었다. 120마력 1.0 싱글터보에는 7단 DCT가 장착됐다. 110마력 1.6리터 커먼레일 디젤 모델은 단종됐다.
하지만 내수에서 판매 실적이 좋지 못해, 2020년 9월 27일에 대한민국 내수 판매가 중단됐다. 내수 판매를 중단한 후에는 페이스리프트 모델이 리오와 함께 소하동 공장(오토랜드 광명)에서 전량 수출용으로 생산 중이다.
2023년부터 유럽 시장에서는 리오의 자리를 스토닉이 대체 중이며, 북미 시장에서는 베뉴와 함께 엑센트의 자리를 대체 중이다.

#### 라인업
| 구분   | 1.0ℓ 카파 T-GDI   | 1.4ℓ 카파 MPI            | 1.6ℓ U Ⅱ e-VGT           |
| ------ | ----------------- | ------------------------ | ------------------------ |
| 스토닉 | 트렌디 프레스티지 | 디럭스 트렌디 프레스티지 | 디럭스 트렌디 프레스티지 |

##### 제원
| 전장 (mm)            | 4,140                                                                              | 4,140                                                                              | 4,140                                                                              |   |   |   |   |
| 전폭 (mm)            | 1,760                                                                              | 1,760                                                                              | 1,760                                                                              |   |   |   |   |
| 전고 (mm)            | 1,520                                                                              | 1,520                                                                              | 1,520                                                                              |   |   |   |   |
| 축거 (mm)            | 2,580                                                                              | 2,580                                                                              | 2,580                                                                              |   |   |   |   |
| 윤거 (전, mm)        | 1,537(R15) 1,531(R17)                                                              | 1,537(R15) 1,531(R17)                                                              | 1,537(R15) 1,531(R17)                                                              |   |   |   |   |
| 윤거 (후, mm)        | 1,544(R15) 1,539(R17)                                                              | 1,544(R15) 1,539(R17)                                                              | 1,544(R15) 1,539(R17)                                                              |   |   |   |   |
| 승차 정원            | 5명                                                                                | 5명                                                                                | 5명                                                                                |   |   |   |   |
| 변속기               | DCT 7단                                                                            | 자동 6단                                                                           | DCT 7단                                                                            |   |   |   |   |
| 서스펜션 (전/후)     | 맥퍼슨 스트럿/토션 빔                                                              | 맥퍼슨 스트럿/토션 빔                                                              | 맥퍼슨 스트럿/토션 빔                                                              |   |   |   |   |
| 구동 형식            | 전륜구동                                                                           | 전륜구동                                                                           | 전륜구동                                                                           |   |   |   |   |
| 엔진 형식            | G3LC                                                                               | G4LC                                                                               | D4FB                                                                               |   |   |   |   |
| 연료                 | 가솔린                                                                             | 가솔린                                                                             | 디젤                                                                               |   |   |   |   |
| 배기량 (cc)          | 998                                                                                | 1,368                                                                              | 1,582                                                                              |   |   |   |   |
| 최고 출력 (ps/rpm)   | 120/6,000                                                                          | 100/6,000                                                                          | 110/4,000                                                                          |   |   |   |   |
| 최대 토크 (kg*m/rpm) | 17.5/1,500~4,000                                                                   | 13.5/4,000                                                                         | 30.6/1,750~2,500                                                                   |   |   |   |   |
| 연료 탱크 용량 (ℓ)   | 45                                                                                 | 45                                                                                 | 45                                                                                 |   |   |   |   |
| 요소수 탱크 용량 (ℓ) | -                                                                                  | -                                                                                  | -                                                                                  | - | - | - | - |
| 공차 중량 (kg)       | 1,190(15인치 휠)/ 1,205(17인치 휠)                                                 | 1,150(15인치 휠)/ 1,165(17인치 휠)                                                 | 1,260(15인치 휠)/ 1,270(17인치 휠)                                                 |   |   |   |   |
| 연비 (km/ℓ)          | 도심 12.6/고속 15.3/복합 13.7(15인치 휠)/ 도심 12.5/고속 14.9/복합 13.5(17인치 휠) | 도심 11.6/고속 14.6/복합 12.8(15인치 휠)/ 도심 11.5/고속 14.2/복합 12.6(17인치 휠) | 도심 16.1/고속 18.1/복합 17.0(15인치 휠)/ 도심 15.8/고속 17.8/복합 16.7(17인치 휠) |   |   |   |   |
| Co2 배출량 (g/km)    | 121(15인치 휠)/ 123(17인치 휠)                                                     | 130(15인치 휠)/ 132(17인치 휠)                                                     | 109(15인치 휠)/ 111(17인치 휠)                                                     |   |   |   |   |

## 경쟁 차종
- 현대자동차 - 베뉴, 코나, 크레타
- 기아자동차 - 니로, 쏘울
- 쉐보레 - 트랙스
- 쌍용자동차 - 티볼리
- 르노삼성자동차 -QM3 ,르노코리아 XM3
- 오펠 - 모카, 크로스랜드 X
- 뷰익 - 앙코르

폭스바겐 - 티크로스, 티록
- 세아트 - 아로나
- 스코다 - 예티
- 지프 - 레니게이드
- 포드 - 에코스포츠
- 시트로엥 - C3 에어크로스, C4 칵투스
- 푸조 - 2008
- 르노 - 캡쳐
- 닛산 - 쥬크
- 혼다 - HR-V
- 피아트 - 500X
- 마쓰다 - CX-3, CX-4
- 토요타 - C-HR, 러쉬

## 역대 슬로건
- YES SUV,STOINC(스토닉)